# Aeropuerto Internacional de Changuinola
El Aeropuerto Internacional de Changuinola (IATA: CHX, OACI: MPCH), oficialmente Aeropuerto Internacional de Changuinola «Capitán Manuel Niño», es un aeropuerto que sirve a la ciudad de Changuinola, en la provincia de Bocas del Toro, Panamá. El nombre es en honor al primer piloto panameño.
El 19 de junio de 2025 sufrió el saqueo de sus instalaciones, en medio de desórdenes surgidos por una ola de protestas antigubernamentales en la provincia de Bocas del Toro.

## Ubicación
El aeropuerto está ubicado en el centro de la ciudad de Changuinola y a 16 km (kilómetros) del cruce fronterizo entre Guabito, Panamá y Sixaola, Costa Rica. Desde Ciudad de Panamá, se encuentra a unos 611 km al noroeste.

## Importancia
Hasta mediados de los años ochenta fue la única ruta de transporte entre Changuinola y el resto del país, actualmente es utilizado por la compañía de fumigación aérea para las plantaciones bananeras y un vuelo diario operado por Air Panama con destino a Ciudad de Panamá.
El tipo de aviones que comúnmente operan en el aeropuerto son tipo turbohélice monomotor y bimotor, Fokker 50, Beechcraft King Air, Ayres Thrush y DHC6 Twin Otter.

## Infraestructura
La pista de aterrizaje es de asfalto designada 03/21, tiene una elevación de 6 metros (20 pies) sobre el nivel medio del mar y mide 1100 metros × 25 metros (3609 pies × 82 pies) de longitud.
El edificio principal es de dos plantas: en la planta inferior se ubica la sala de espera, baños, cafetería, oficina de migración, sala de abordaje, sala de reclamo de equipaje, mostradores para tres aerolíneas y agencias de alquiler de autos; en la segunda planta se ubican las oficinas administrativas, seguridad y otras entidades del Estado. 
Cuenta con una torre de control de tráfico aéreo, estación de bomberos y los hangares de las compañías Bocas Fruit Co. (Chiquita) y ATOPAN (fumigación aérea).

## Aerolíneas y destinos

### Destinos nacionales
| Ciudades         | Nombre del aeropuerto                       | Aerolíneas | Aeronaves | Frecuencias por semana |
| ---------------- | ------------------------------------------- | ---------- | --------- | ---------------------- |
| Ciudad de Panamá | Aeropuerto Internacional Marcos A. Gelabert | Air Panama | Fokker 50 | 6                      |